# Любовь негодяя
«Любовь негодяя» — сольный альбом Андрея Князева (Князя), бывшего участника группы «Король и Шут», а ныне — лидера собственной группы «КняZz». Выпущен 28 ноября 2005 года.

## Об альбоме
Название «Любовь негодяя» должен был носить «Акустический альбом» группы «Король и Шут», выпущенный в 1999 году. Михаил Горшенёв настаивал на том, чтобы альбом был выпущен как сольник Андрея Князева, но выпускающая компания не позволила сделать это достаточно молодой тогда группе. Поэтому название было изменено, а данное название («Любовь негодяя») получил сольный альбом Андрея «Князя» Князева.
Также существует раритетная запись альбома «Любовь негодяя», записанная Андреем Князевым в 1995 году. Эта запись составила основную часть «Акустического альбома» группы «Король и Шут» и содержала песни, которые позже не вошли ни в один альбом: «Член», «Всадник», «Ах, какую боль ты причинила мне», «Сада забытых снов, сада покоя», «Пожалуй этой ночью». Также на этом альбоме в песне «Сосиска» есть четвёртый куплет, который не попал в запись «Акустического альбома».

## Список композиций
| №   | Название                | Длительность |
| --- | ----------------------- | ------------ |
| 1.  | «Стальные кандалы»      | 2:32         |
| 2.  | «Карл»                  | 3:46         |
| 3.  | «Меригуан»              | 4:10         |
| 4.  | «Пикник у бани»         | 3:07         |
| 5.  | «Ломтик хлеба»          | 2:19         |
| 6.  | «Ночная гостья»         | 2:44         |
| 7.  | «Русалки»               | 3:09         |
| 8.  | «Пёс под окном»         | 4:15         |
| 9.  | «Я добрый!»             | 3:00         |
| 10. | «Шутник и бабы»         | 3:36         |
| 11. | «Постой!»               | 3:49         |
| 12. | «Кривляка»              | 2:57         |
| 13. | «Летучий скелетик»      | 3:15         |
| 14. | «Не видели вы девушку?» | 2:54         |

## Музыканты
- Андрей Князев «Князь» — вокал, музыка, тексты.
- Александр Леонтьев «Ренегат» — электрогитара, акустическая гитара, бэк-вокал (1, 3, 9, 14), аранжировки.
- Владимир Кудрявцев («Аквариум») — бас-гитара (8), акустическая бас-гитара, контрабас (10).
- Александр Щиголев «Поручик» — ударные.
- Олег «Шар» Шавкунов («Аквариум») — перкуссия.
- Павел Сажинов (Паша) — клавишные, клавесин.
- Олег Белов — фортепиано.
- Дмитрий «Casper» Ришко — скрипка.
- Сергей Янсон (Хоронько Оркестр) — аккордеон (1, 9, 13).
- Сергей «Чиж» Чиграков (Чиж & Co) — гитара (8, 10), фортепиано (2).
- Юлия Худякова — вокал (6, 11).

## Звукозапись
- Звукорежиссёр: Борис Истомин (запись, сведение, мастеринг)
- Запись произведена на студии «Мелодия», Санкт-Петербург

## Обложка
- Обложка и рисунки: Андрей Князев
- Дизайн: Оксана Капен

## Интересные факты
- Ещё в 1995 году Андрей Князев в домашних условиях записал сольный альбом «Любовь негодяя». Позже, большая часть песен с этого альбома была записана в «Акустическом альбоме» группы Король и Шут. Более того, этот альбом должен был называться «Любовь негодяя», однако Михаил Горшенёв настоял на том, чтобы работа называлась «Акустическим альбомом», так как она отличалась от других работ группы.
- Этот альбом является первой совместной работой Дмитрия Ришко и Андрея Князева. В 2006 году Дмитрий Ришко вошёл в состав группы Король и Шут в качестве скрипача и пробыл в ней вплоть до ухода Андрея Князева из группы в 2011 году, перейдя вместе с ним в группу КняZz. А в 2014 году он ушёл из группы КняZz, проработав таким образом с Андреем Князевым 9 лет.
- На обложке альбома песни «Кривляка» и «Постой!» ошибочно стоят не под своими номерами, первая под 11-м, а вторая под 12-м.
- Песни «Ночная гостья» и «Постой!» являются композициями, поющимися по ролям. Подобное у Андрея Князева ранее было в «Песне мушкетёров» с «Акустического альбома». Более того, это 2 композиции, в которых используется женский вокал: аналогичное было на том же «Акустическом альбоме» в песнях «Наблюдатель» и «Девушка и граф».
- В верхнем правом углу можно заметить следующую надпись: «сольный проект вокалиста группы Король и Шут». Точно такую же надпись можно увидеть и на сольнике Михаила Горшенёва «Я алкоголик анархист».
- Песня «Стальные кандалы» вышла в 2011 году в качестве бонус-трека дебютного альбома группы «КняZz» «Письмо из Трансильвании».